# Vitray-en-Beauce
Vitray-en-Beauce ist eine französische Gemeinde mit 353 Einwohnern (Stand: 1. Januar 2022) im Département Eure-et-Loir in der Region Centre-Val de Loire. Sie gehört zum Arrondissement Châteaudun und ist Mitglied im Gemeindeverband Chartres Métropole. Die Einwohner werden Vitrayens und Vitrayennes genannt.

## Geografie
Die Gemeinde liegt etwa 20 Kilometer südlich von Chartres.

## Bevölkerungsentwicklung

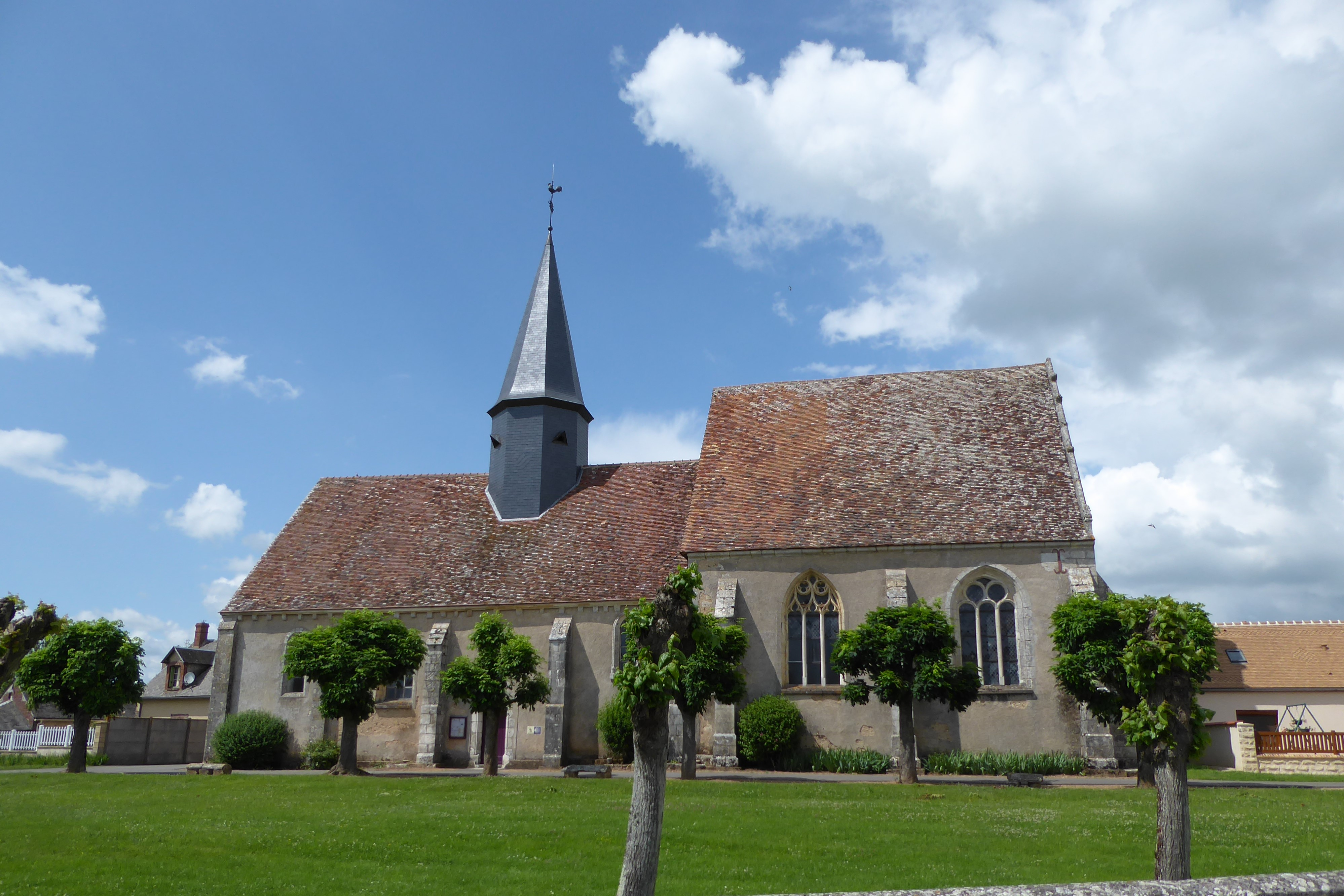
Kirche Saint-Denis

| Jahr      | 1962 | 1968 | 1975 | 1982 | 1990 | 1999 | 2008 | 2012 |
| Einwohner | 244  | 206  | 173  | 182  | 204  | 289  | 320  | 361  |